# Лісове право
Лісове право — частина екологічного права; комплекс норм права, що регулює відносини щодо використання та охорони лісових ресурсів. В Україні нормативну основу лісового права становить лісове законодавство.

Правові інститути:
- право власності на ліси,
- право лісокористування,
- право лісовідтворення (лісовідновлення та лісорозведення),
- охорони лісових ресурсів,
- ведення лісового кадастру,
- управління і контролю у сфері охорони та використання лісів,
- юридичної відповідальності за лісопорушення тощо.